# Убийцы под кайфом
Убийцы под кайфом (англ. Speed Freak Killers) — прозвище, которое получили двое американских серийных убийц Лорен Херцог (англ. Loren Herzog, 8 декабря 1965 — 16 января 2012) и Уэсли Шермантайн (англ. Wesley Shermantine, род. 24 февраля 1966 года), орудовавших на территории округа Сан-Хоакин в штате Калифорния на протяжении 15 лет с 1984 года. Несмотря на то, что убийцам удалось инкриминировать всего лишь 4 убийства, власти штата подозревают, что Херцог и Шермантайн причастны к более чем 70 случаям исчезновений людей, произошедших в течение 15 лет. Свое прозвище получили из-за пристрастия к употреблению метамфетамина, под воздействием которого совершали свои преступления.

## Биография

### Ранние годы
Лорен Херцог и Уэсли Шермантайн выросли в городе Линден, штат Калифорния, с населением около 2000 человек. На протяжении детства и школьных лет считались лучшими друзьями, жили на одной улице и учились в одном классе, отец Уэсли Шермантйана — Уэсли Шермантайн-старший часто брал ребят с собой на охоту, он привил им любовь к охоте, рыбалке и к отдыху на природе, на протяжении детских лет ребята исследовали все близлежащие холмы, реки и заброшенные шахты, которых было предостаточно в округе Сан-Хоакин. Херцог и Шермантайн посещали Linden High School, которую окончили в 1984 году.
По словам знакомых и одноклассников ребят, Шермантайн в старших классах был вполне обеспеченным молодым человеком, так как его отец был успешным бизнесменом — у сына всегда водились карманные деньги. Лорен и Уэсли были замечены в употреблении спиртных напитков, а ближе к окончанию школы одноклассники и знакомые стали подозревать парней и в употреблении легких наркотиков. Результат не оставил себя долго ждать — как выяснилось позже, первое убийство юные преступники совершили в сентябре 1984 года, через три месяца после окончания средней школы.

### Преступления
Окончив школу, парни остались жить в Линдене. Начиная с 1984 года и вплоть до своего ареста Шермантайн и Херцог были заняты в строительном бизнесе. Они работали в фирме Steve Nickell Construction и на работе характеризовались крайне положительно. В свободное от работы время парни вели довольно разгульный образ жизни, они предавались таким увлечениям как охота, рыбалка, были любителями посещать местные бары, употребляли наркотики, часто путешествовали на автомобиле по соседним округам, периодически совершая длительные путешествия по территории всего штата.
По версии следствия большинство своих злодеяний убийцы совершили во время этих поездок, жертвами убийц, как считают следователи, являлись знакомые, а также совершенно незнакомые лица, как автостопщики и отдыхающие. Впервые друзья привлекли внимание правоохранительных органов в октябре 1985 года, когда пропала без вести 16-летняя Шевелл Уилер, которая училась в Franklin High School, 16 октября 1985 года девушка сообщила друзьям и подругам, что собирается пропустить занятия в школе ради свидания и поездки в горы с одним из своих поклонников, свидетели запомнили молодого человека, который приехал за девушкой на пикапе красного цвета. После того как девушка не вернулась домой, родители пропавшей забили тревогу и обратились в полицию. Молодой человек, который увез Уилер, был опознан как 19-летний Уэсли Шермантайн, который был хорошо знаком родным девушки. Шермантайн был задержан и допрошен, под давлением свидетельских показаний он признал, что в день исчезновения девушки звонил ей утром насчет свидания, но которое, по его словам, так и не состоялось.
Полицией был осмотрен трейлер, принадлежащий отцу парня в Сан-Андреас, где Шермантайн и Херцог любили проводить время. При осмотре были найдены пятна крови и женские волосы, но так как ДНК-тестирование в 1985 году было недостаточно развито, полиция не смогла связать найденные улики с пропавшей старшеклассницей. Уэсли отрицал свою причастность к исчезновению подруги и, так как тело девушки не было найдено, молодого человека пришлось отпустить. Тем не менее, от внимания правоохранительных органов он не ушел. На протяжении следующих лет Херцог и Шермантайн впали в наркозависимость. По утверждению Уэсли Шермантайна, в середине 1990-х им уже было необходимо несколько инъекций в неделю. Их поведение вне работы становилось асоциальным, они неоднократно арестовывались за вандализм, повреждение чужого имущества, оскорбления представителей власти, нарушения общественного порядка, но меры воздействия всегда ограничивались штрафами.

### Арест и следствие
17 марта 1999 года Лорен Херцог и Уэсли Шермантайн были арестованы по обвинению в убийстве Шевелл Уилер. За несколько дней до этого с помощью улучшенного ДНК-тестирования удалось установить, что кровь и волосы, найденные в трейлере отца Шермантайна в Сан-Андреасе в 1985 году — принадлежат пропавшей девушке. Обыск в салонах автомобилей приятелей принес новые результаты — пятна крови, с помощью ДНК-тестирования удалось установить, что это кровь 25-летней Синди Вандерхайден, которая пропала без вести 14 ноября 1998 года, после того как покинула бар с двумя друзьями.
Столкнувшись с обвинением в двух убийствах, Херцог не выдержал и начал давать сенсационные показания, он подробно описал детали убийств Уилер, похищения и убийства Вандерхайден, а также поведал детали убийств, не известных следствию, он признался в том, что рано утром 8 октября 1984 года они вместе с Шермантайном ограбили, а затем расстреляли двух мужчин, Ховарда Кинга и Пола Кавано. Увидев видеозапись показаний, которые дал против него лучший друг, Шермантайн не пошел на сотрудничество со следствием, он все отрицал и не раскрыл места захоронений девушек. Шермантайн, в конце концов, был обвинен в 4 убийствах, а его бывший друг Херцог в 3 убийствах.
На суде Шермантайн вел себя вызывающе, он постоянно заявлял о своей невиновности и не пошел на сделку с правосудием, ему было предложено чистосердечно признаться во всех совершенных преступлениях и показать места захоронения жертв в обмен на отмену смертного приговора, но отказался и потребовал награду в 20 000 долларов в обмен на информацию о жертвах. Предложение не было принято, и в мае 2001 года Шермантайн был приговорен к смертной казни за преступления. Его бывший друг Лорен Херцог был признан виновным в трех убийствах в 2001 году, но, ввиду сотрудничества со следствием, он избежал смертной казни и был приговорен к 78 годам заключения.

### В заключении
В 2004 году Лорен Херцог подал апелляцию в верховный суд на необоснованный, по его мнению, приговор. Суд учел то, что его признания послужили основной доказательной базой при вынесении приговора Уэсли Шермантайну, и отменил наказание в 78 лет тюремного заключения. Во время нового судебного процесса Херцог был обвинен в непредумышленном убийстве и приговорен к 14 годам заключения, учитывая уже те 5 лет, которые он провел под стражей и в тюрьме с момента своего ареста в марте 1999 года. В 2010 году ему было разрешено подать ходатайство на условно-досрочное освобождение, несмотря на многочисленные протесты родственников жертв — ходатайство Херцога было удовлетворено и он вышел на свободу в сентябре 2010 года.
Его свобода была крайне ограничена, ему было запрещено приближаться ближе чем на 50 километров к округу, где проживали родственники его жертв и где проживал он сам, он был обязан носить GPS-браслет, по которому отслеживали все его перемещения. Не имея возможности вернуться в свой дом, Лорен проживал в трейлере, расположенном недалеко от тюрьмы High Desert State Prison, где он отбывал наказание. Узнав, что его бывший друг вышел на свободу, Уэсли Шермантайн связался с известным журналистом и охотником за головами Леонардом Падиллой. Шермантайн в обмен на денежное вознаграждение согласился предоставить карту с захоронениями тел жертв, а также дать показания по другим преступлениям, в которых принимал участие Лорен Херцог.
Падилла в декабре 2011 года связался с Херцогом по поводу писем Шермантайна и посоветовал Лорену найти хорошего адвоката. 16 января 2012 года Лорен Херцог был найден повешенным в своем трейлере. Причиной смерти было объявлено самоубийство. Уэсли Шермантайн составил карту и в феврале передал ее правоохранительным органам, после того как Леонард Падилла заплатил ему 33 000 долларов.
В указанных на карте местах были проведены раскопки и обнаружены более 1000 костных фрагментов, после ДНК-тестирования выяснилось, что останки принадлежат 19-летней Кимберли Энн Билли, которая пропала без вести 11 декабря 1984 года и 16-летней Джоанн Хобсон, которая считалась пропавшей без вести с 29 августа 1985 года. Кроме них, останки принадлежали еще одной жертве, личность которой установить так и не удалось. Были также проверены еще два места захоронений, которые Шермантайн указал в одном из писем, отправленном им журналисту. В округе Калаверас недалеко от собственности, которая принадлежала родителям Шермантайна, весной 2012 годы были извлечены останки двух тел, которые позже были идентифицированы как Шевелл Уилер и Синди Вандерхайден.
Уэсли Шермантайн отбывает свое наказание в тюрьме Сан-Квентин.